# Halasakaipura, Hosakote
Halasakaipura là một làng thuộc tehsil Hosakote, huyện Bangalore Rural, bang Karnataka, Ấn Độ.